# Процессы и аппараты химических технологий
Процессы и аппараты химической технологии (ПАХТ) — техническая дисциплина, отрасль науки и инженерная специальность высшей квалификации, изучающая теорию основных процессов, принципы устройства и методы расчёты аппаратов и машин, используемых для проведения технологических и химических процессов. Находится на стыке таких наук, как физика, физическая химия, термодинамика, механика, расчёты и конструирование, производственный менеджмент, экономика и др. В развитых странах мира — подготовка специалистов в области процессного инжиниринга (химическая инженерия) — является основной. В СССР и РФ — наоборот, основное внимание уделялось и, по прежнему, отводится узким химико-технологическим специальностям и конструкторско-эксплуатационной механике. Именно такой узкопрофильный подход послужил первопричиной отсталости и недоразвитости химической и смежных технологий, их высокой ресурсоёмкости, низкого качества продукции отечественной промышленности. По мнению одного из ведущих отечественных учёных в области процессного инжиниринга — члена-корреспондента АН СССР Петра Григорьевича Романкова (Современные проблемы химической технологии: Сб. научн. трудов, 1975) — процессы и аппараты — являются комплексной и системообразующей инженерной дисциплиной, которой следует уделять намного больше внимания. Несмотря на прошедшие десятилетия многие проблемы промышленности и подготовки кадров — по прежнему остаются нерешёнными (см. там же).
Процессы и аппараты — инжиниринговый и управленческий инструмент ()
Паспорт, Формула и область специальности по ВАК 05.17.08 — (см ссылку )

## История развития
С развитием производственных технологий и мануфактур, а в особенности химической технологии XVII—XX веков появилась необходимость в комплексной инженерной науке, обобщающей закономерности технологических и производственных процессов, создающей методы расчётов аппаратов исходя из их принципов наиболее эффективного достижения целевого технологического эффекта. Процессы и аппараты — следует относить не просто к техническим наукам и дисциплинам, а к области высоких технологий и инноваций, интегрированным научным и инженерным знаниям.
В Российской Империи первопроходцем в этой области стал Ф. А. Денисов, высказавший идею об общности некоторых производственных процессов (1828 год). В 1870-90-х годах совокупные знания и производственный опыт подтолкнули известного химика-технолога профессора Действительного статского советника и Академика Александра Кирилловича Крупского к созданию теории и новой учебной дисциплины: расчёт и проектирование основных процессов и аппаратов. Впервые этот курс был прочитан в Санкт-Петербургском Практическом Технологическом Институте Имп. Николая I. Позднее такой же курс стал читать профессор И. А. Тищенко в Московском высшем техническом училище. Благодаря своей деятельности и разработанным программам А. К. Крупский (1909) и И. А. Тищенко (1915) считаются основоположниками курса «Процессы и аппараты».
На современном этапе развития процессного инжиниринга в рамках инженерной и научной деятельности (за исключением учебной) — можно смело говорить о процессах и аппаратах — как межотраслевом инструменте, а не присущем только химической или смежной технологии. Даже принимая во внимание отличие ряда отраслей — видно, что учёт физических закономерностей, химических превращений того или иного типа, последующая взаимосвязь с современной механикой и иными направлениями инженерного дела, в том числе и в области материаловедения — не выходят за рамки первичной, только кажущейся узкой концепции. Глубокое проникновение химической и смежных технологии в современном мире — присутствует даже там, где это, кажется, и не ожидали… Потому на современном этапе справедливо говорить уже не о процессном инжиниринге химической и смежных технологий, а о комплексном процессном инжиниринге различных отраслей. Ведь все последние достижения — как раз есть плод инновационной деятельности в области физики, химии, биотехнологии, прецизионной механики, информационных технологий (В. Е. Зеленский Кадровое обеспечение высоких технологий. Часть 3: организация производства и дорожная карта руководителя ()).